# Collège Saint-Louis (Galle)
Pour les articles homonymes, voir Saint-Louis et Collège Saint-Louis.
Le collège Saint-Louis (en anglais St Aloysius College) est une institution d’enseignement primaire et secondaire pour garçons, sise à Galle, ville principale de la province méridionale du Sri Lanka. Fondée en 1895 par des missionnaires jésuites belges l'institution est devenue une des écoles les plus importantes de la ville, ce qu’elle est restée même après sa nationalisation en 1971. Elle compte près de 4000 élèves en 2012. 

## Histoire
Sous la direction de Joseph Van Reeth, premier évêque du diocèse nouvellement créé de Galle (en 1893), un groupe de missionnaires jésuites belges arrive à Galle à la fin du XIXe siècle. Ils y ouvrent plusieurs institutions d’enseignement, dont un collège, à Galle, qu’ils placent sous la  protection de saint Louis de Gonzague, patron de la jeunesse (1895). Il se trouve juste à côté de la cathédrale. Une institution similaire pour filles est ouverte de l’autre côté de la cathédrale, le couvent du Sacré-Cœur. 
La langue d’enseignement est l’anglais. Le collège prospère et se développe sous la direction de jésuites, d’abord belges, puis américains et srilankais. Les jésuites en perdent le contrôle lorsque le gouvernement cinghalais, en 1971, nationalise l’enseignement. Le premier directeur bouddhiste (le ‘’Principal’’)  est nommé en 1971. Et le collège adopte le cinghalais comme medium d’instruction.
En 2014 le collège compte près de 4000 élèves, de la classe 1 à la classe 13 (pre-universitaire) et est toujours  considéré comme un des meilleurs de la province méridionale du Sri Lanka, autant dans les domaines académique que sportif. 90 % des élèves sont bouddhistes, les autres étant chrétiens (dont les catholiques) ou musulmans.

## ‘Pavillons’ et activités
- Les étudiants sont groupés de manière aléatoire (d’après leur numéro d’admission) en cinq pavillons (ou ‘maisons’) qui ont pris le nom des pères jésuites, pionniers et fondateurs de la tradition du collège: Cooreman, Murphy, Neut, Standaert et Van Reeth, chacun ayant de plus sa couleur propre.
- Les activités sportives occupant ne place importante dans la vie du collège. Pas moins de 21 sports y sont pratiqués: du cricket à la boxe, des échecs au tir à l’arc.
- Une bonne quinzaine de clubs et associations assurent l’animation culturelle, religieuse ou autre: les scouts, et les sociétés bouddhiste et musulmane, deux groupes musicaux (musiques orientale et occidentale), un groupe ‘Croix-Rouge’, des groupes de débats (anglais et cinghalais), etc

## Personnalités (anciens élèves)
- Cyril Ponnamperuma, homme de science.
- Ediriweera Sarachchandra, homme de lettres, poète et critique littéraire
- Felix [F.N.] Ponnamperuma, homme de science (chimie du sol) au ‘International Rice Research Institute (IRRI) de Los Banos (Philippines)
- R.I.T. Alles, Pédagogue, fondateur du D. S. Senanayake College, à Colombo.
- N. U. Jayawardena , économiste et ancien gouverneur de la Banque centrale de Ceylan.
- A.C. Alles, ancient juge à la Cour suprême du Sri Lanka
- Shantha Kottegoda, ancient commandant-en-chef de l’armée du Sri Lanka.
- G. Morrel Fonseka, Professeur de géophysique ('Open University of Sri Lanka') et ancient président de la 'Geological Society of Sri Lanka’.
- Gaya de Silva, ancien inspecteur général de police du Sri Lanka.
- Matarage Sirisena Amarasiri, ancien ministre-en-chef de la Province d'Uva.
- Sunil Santha, compositeur, lyriciste et chanteur (musique populaire cinghalaise).